# Gà VCN-G15
Gà VCN-G15 còn gọi là gà AVGA hay còn gọi đơn giản là gà VCN là một tổ hợp giống gà lai công nghiệp siêu trứng do Viện Chăn nuôi của Việt Nam lai tạo. Chúng là dòng lai giữa gà mái Ai Cập thả vườn với gà trống gà Hisex nhập nội từ Ukraina, trước đây giống gà nhập nội Hisexwhiter (HW) lai tạo đã đổi tên thành gà VCN-G15, từ đó các tên gọi sau này với gà HW được đổi lại là gà VCN-G15 và giống gà VCN-G15 lai với gà Ai Cập được đặt tên là AVGA. Hiện nay tổ hợp giống gà VCN-G15 đã được Nhà nước Việt Nam công nhận là một giống vật nuôi được phép sản xuất, kinh doanh, lưu hành tại Việt Nam.

## Lịch sử
Nhiều nuôi giống gà Ai Cập lai gồm 2 giống AVGA và AAVG là con lai gà hướng trứng giữa gà VCN-G15 với gà Ai Cập gọi là gà lai hướng trứng AVGA. Trên thị trường có một số cơ sở tư nhân đã sử dụng gà Lơgo và gà Hyline cho lai với gà Ai Cập tạo ra gà lai F1. Gà lai F1 tuy đã đạt được năng suất trứng lên 220 - 230 quả/mái/năm, nhưng lại bộc lộ nhược điểm là khối lượng trứng to, vỏ trứng không giữ được màu trắng hồng và tỷ lệ lòng đỏ chưa cao. Việc sử dụng gà HW cho phối giống với gà Ai Cập tạo ra con lai với tỷ lệ pha máu thích hợp giữa 2 giống đã khắc phục được hầu hết các nhược điểm của giống gà lai F1 Lơgo với Ai Cập.

## Đặc điểm

### Ngoại hình
Gà có đặc điểm ngoại hình không đồng nhất, gà mái có lông màu trắng toàn thân chiếm 70%, màu lông có đôi chỗ có điểm lông đen hay vài chỗ đen khoảng 30% (chiếm 35-40%) còn lại có màu lông xám đen hoặc lông màu đen hoa mơ đốm trắng lông màu xám nhạt, hoa mơ chiếm 60-65%. Gà có chân cao, da chân màu vàng, mào cờ Gà mái trưởng thành có tầm vóc nhỏ, tiết diện hình nêm, dáng thanh tú, nhanh nhẹn, đầu nhỏ, cổ dài vừa phải, chân cao, nhỏ, chân có màu chì là chủ yếu (75-80%) còn lại là chân màu trắng và màu vàng, mào đơn to.
Dòng gà VCN-G15 có đặc điểm với màu lông trắng, đen đốm trắng, chân cao màu chì, nhanh nhẹn Chúng có sức sống tốt, tỷ lệ nuôi sống cao (trên 90%), bước sang tuần thứ 21 trọng lượng đạt 1,3 kg/con. Chúng cũng có bộ lông màu trắng đồng nhất ở cả gà trống và gà mái, chân cao, nhỏ, da chân vàng, mào đơn to, tầm vóc cơ thể nhỏ, dáng nhanh nhẹn, đầu nhỏ, cổ thanh, thiên về hướng gà trứng. Qua nghiên cứu chọn lọc nhân thuần 4 thế hệ Gà VCN-G15 tại viện chăn nuôi đến nay đã xây dựng được đàn gà VCN-G15 giống gốc cung cấp giống bố mẹ và gà trứng thương phẩm cho người chăn nuôi mang những đặc điểm ngoại hình đặc trưng. 

### Cho trứng
Bước sang tuần thứ 21, trọng lượng đạt 1,3 kg/con thì gà bắt đầu đẻ trứng, cho đến tuần thứ 32 tỉ lệ đẻ trứng đến 80,4%. Sản lượng trứng trung bình đạt 224,15 quả/con/52 tuần, đặc biệt giống gà này cho năng suất đẻ trứng đạt rất cao từ 260 – 265 trứng/con mái/72 tuần. Khả năng đẻ trứng của gà AVGA đã được cải thiện rõ rệt so với gà Ai Cập, năng suất trứng của gà AVGA đã đạt Năng suất trứng/mái/72 tuần đạt 225-230 quả, năng suất trứng/mái/năm đạt 230 - 235/quả/mái/năm, cao hơn so với gà Ai Cập gần 30%, tiêu tốn thức ăn/10 trứng là 1,9-2,0 kg (từ 1,8-1,9 kg), khối lượng trứng từ 46-47g/quả. Trứng gà có kích thước vừa phải, khối lượng trứng đạt 46g tương đương với trứng gà ta, tỷ lệ lòng đỏ cao (xấp xỉ 30%, tương đương trứng gà ta), vỏ dày, màu sắc hợp thị hiếu người tiêu dùng (màu vỏ trứng của gà AVGA đã có màu trắng bóng phớt hồng hay trắng hồng).

### Tập tính
Giống gà này có tập tính nhanh nhẹn nên có thể nuôi theo nhiều hình thức như nuôi nhốt tập trung (Battery cage), nuôi bán thả (gà thả vườn) hoặc nuôi trong nông hộ (Yarding) Các hình thức nuôi này vẫn cho năng suất trứng cao hẳn so với các giống gà khác hiện nuôi tại địa phương Có thể chăn nuôi tốt ở phương thức nuôi nhốt trên nền có đệm lót, nuôi trong lồng sắt trong chuồng kín có điều hòa bằng hơi nước hoặc nuôi bán công nghiệp. Gà có thể thích nghi ở nhiều địa hình và các vùng có khí hậu khác nhau.
Thời gian nuôi hậu bị của gà VCN-G15 chỉ có 18 tuần tuổi, trong khi đó đối với gà Ai Cập và gà Sasso dao động từ 19-22 tuần tuổi Trong quá trình nuôi, giống gà VCN-G15 cần được cho ăn đủ cám gạo, khoáng vi lượng, khoáng đa lượng, vitamin, bột sắn, nước uống phải sạch, đặc biệt là trong giai đoạn từ khi gà nở đến đến 18 tuần tuổi vì đây là giai đoạn quan trọng có tính chất quyết định tới năng suất đẻ trứng của gà. Nếu nuôi đúng kỹ thuật, gà sẽ đẻ trứng đúng thời điểm, cho năng suất trứng cao, chất lượng tốt.

## Biến thể khác
- Gà máu lai F1 (VAG) lúc 01 tuần tuổi có lông trắng, có điểm vài chỗ có đốm đen, chân vàng hoặc trắng hồng. Lúc trưởng thành gà có thân hình chữ nhật, dáng thanh tú, nhanh nhẹn, lông trắng toàn thân, có điểm vài chỗ có đốm đen, chân nhỏ cao màu vàng và màu trắng (chân vàng chiếm trên 80%), mỏ trắng, mào đơn to thể hiện ngoại hình gà hướng trứng.
- Gà máu lai F1 (AVG) lúc 01 ngày tuổi gà có lông màu trắng hoặc trắng xám, có điểm vài chỗ có đốm đen, chân màu chì. Lúc trưởng thành gà có tầm vóc nhỏ, dáng nhanh nhẹn, tiết diện hình nêm, lông trắng hoặc xám nhạt có điểm vài chỗ có đốm đen, chân cao nhỏ màu chì, mỏ xám, trắng, đen, mào đơn to, cổ thanh đầu nhỏ. Gà mái lai F1 thích nghi rộng, phù hợp với nhiều phương thức nuôi.
- Gà mái lai 3/4 Ai Cập lúc 01 tuần tuổi và khi trưởng thành gà có lông màu trắng, có vài chỗ có đốm đen (35-40%), lông màu xám tro, đen, lông hoa mơ đen trắng (giống gà Ai Cập thuần chiếm 60-65%). Gà mái trưởng thành có tầm vóc nhỏ, tiết diện hình nêm, dáng thanh tú, nhanh nhẹn, đầu nhỏ, cổ thanh, chân cao nhỏ màu trắng, vàng (20-25%), màu chì (75-80%), mào đơn, mào tích đỏ tươi, phù hợp với nhiều phương thức chăn nuôi[14].

## Thí điểm
Gà được nuôi tại trung tâm và một số mô hình trong huyện Lộc Bình và thành phố Lạng Sơn. Giống gà lai VCN-G15 dễ thích nghi với điều kiện khí hậu ở Lạng Sơn và có khả năng kháng bệnh cao Tại Đà Nẵng thì thử nghiệm phương thức nuôi nhốt hoàn toàn để đánh giá khả năng thích nghi và sức đẻ trứng của giống gà này.
Hà Tĩnh cũng đã nuôi thành công giống gà VCN-G15, giống gà này rất phù hợp với Kỳ Anh nói riêng và Hà Tĩnh nói chung, một số địa phương khác như khu tái định cư xã Kỳ Lợi- Kỳ Anh, Hương Sơn, Thành phố Hà Tĩnh, Thạch Hà đã nhân rộng giống gà này Tại Nghệ An đã nuôi thử nghiệm gà giống siêu trứng VCN-G15 khả năng sinh trưởng, thành thục sớm, thích nghi tốt với điều kiện khí hậu ở Nghệ An, sản lượng trứng cao, chất lượng thơm ngon phù hợp với thị hiếu người tiêu dùng. 